# I väntan på talibanerna
I väntan på talibanerna är en reseskildring från 2009 av Jesper Huor.  Boken utkom 2010 och utspelar sig i Afghanistan. Den beskriver främst möten med människor som präglats av Afghanistans inre konflikter och den utländska militärens och de utländska hjälparbetarnas närvaro. I väntan på talibanerna, som han får träffa först i slutet av resan, möter han tolkar, chaufförer, hotellpersonal, den "siste juden" i Kabul och unga soldater från USA under ett farligt rutinuppdrag. Han lyckas även träffa och intervjua ett par unga kvinnor utan burka, som studerar i Kandahar på distans vid ett universitet i Kanada.
Ett helt kapitel ägnas åt fritänkaren Hafiz som blivit avfälling. I slutet visar det sig att han fått ett stipendium för att studera på ett universitet i USA. Han längtar efter att slippa låtsas vara religiös, men framför allt efter att bli av med oskulden.
Även en svensk som dödats av en fordonsmina får ett eget kapitel. Huor hade träffat hans mor innan avresan till Afghanistan och fått en bild av honom och hans ambitioner.

## Källa
Jesper Huor, I väntan på talibanerna. Afghanistan inifrån. Ordfront. ISBN 978-91-7037-503-3